# Derrière les rires
Derrière les rires (France) ou Biographies : Les Simpson (Québec) (Behind the Laughter) est le 22e épisode de la saison 11 de la série télévisée d'animation Les Simpson.

## Synopsis
Grâce à Marge, qui connaît le président de la Fox, les Simpson parviennent à vendre une série qui raconte leur vie. Très vite, le succès est au rendez-vous. L'argent coule à flots. Malheureusement, la célébrité génère quelques vices dans la famille. Lorsque Apu, propriétaire du magasin Kwik-E-Mart, les dénonce au fisc, ils sombrent dans la déchéance...

## Erreur
En VF, le narrateur dit que les Simpson sont originaires du Kentucky, or dans la version originale, le narrateur dit : The Simpson's bitter past was forgotten. And now, the future looks brighter than ever... for this Northern Kentucky family. (Le passé amer des Simpson était oublié. Désormais, le futur brille plus que jamais... pour cette famille du nord du Kentucky.)

## Guest Star
- Willie Nelson